# Growing Up in the Universe

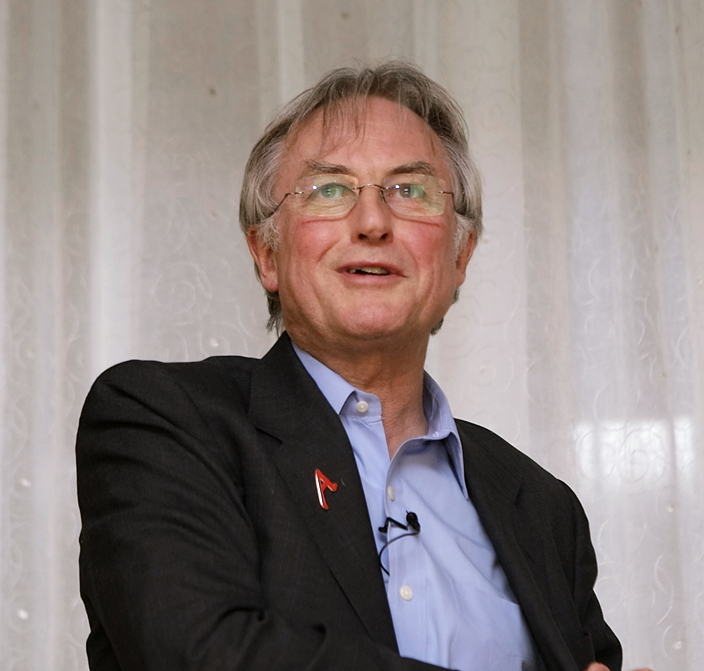
Richard Dawkins

Growing Up in the Universe is een serie van lezingen, die werden gegeven door evolutiebioloog Richard Dawkins, als onderdeel van de jaarlijkse Royal Institution Christmas Lectures en in 2007 op dvd en via het internet, werd uitgebracht.
De vijf lezingen werden in 1991 door Dawkins in Londen gegeven. Deze lezingen waren op de jeugd en leken gericht, met als doel om de evolutietheorie toegankelijker te maken voor een groter publiek. De lezingen werden rond kerst op de BBC van dat jaar in het Verenigd Koninkrijk uitgezonden.
Achtereenvolgens heetten de lezingen:
- Lecture 1: Waking up in the Universe
- Lecture 2: Designed and Designoid Objects
- Lecture 3: Climbing Mount Improbable
- Lecture 4: The Ultraviolet Garden
- Lecture 5: The Genesis of Purpose

De Richard Dawkins Foundation for Reason and Science kreeg later de rechten van de op de televisie uitgezonden lezingen en ze werden door deze stichting op 20 april 2007 op dvd uitgebracht. Later werden ze ook officieel in een lagere kwaliteit op het internet aangeboden. De lezingen duren in het totaal 300 minuten.